# 中村吉右衛門 (初代)
初代 中村 吉右衛門（なかむら きちえもん、1886年〈明治19年〉3月24日 - 1954年〈昭和29年〉9月5日）は、明治末から昭和にかけて活躍した歌舞伎役者。屋号は播磨屋。定紋は揚羽蝶、替紋は村山片喰。大向うからの「大播磨」（おおはりま）の掛け声で知られた。

## 来歴
東京浅草象潟町（浅草寺の裏手）生まれ。三代目中村歌六の次男で、本名、波野辰次郎。弟に三代目中村時蔵、十七代目中村勘三郎、娘婿に初代松本白鸚がいる。
1897年（明治30年）、母方の祖父である芝居茶屋萬屋吉右衛門に因んで初代中村吉右衛門の名で初舞台を踏み、終生その名で通した。
子供歌舞伎の中心として初代助高屋小伝次、初代中村又五郎らとともに将来を嘱望され、九代目團十郎の保護を受けた。長じて1908年（明治41年）、六代目尾上菊五郎と共に市村座専属となり、若手の歌舞伎役者として人気を博した。1911年（明治44年）に文学者・小宮豊隆が「中村吉右衛門論」を「新小説」に発表したほどで、知識人の間にも支援者が多かった。市村座では菊五郎との共演が評判を呼び、「菊吉時代」「二長町時代」を築いた（下谷区二長町に市村座があった）。
1921年（大正10年）、市村座を脱退。のち松竹に移籍。父歌六ゆずりの上方風の芸風に九代目市川團十郎系の近代的な演技をくわえ、丸本物と生世話物の立役、道化役、さらに上方狂言まで得意とするなど芸の幅も広く、菊五郎とともに当代の名優と称され今日の歌舞伎に大きな影響を残した。父を亡くし孤立無援であった六代目中村福助を抜擢、六代目中村歌右衛門を襲名させ昭和を代表する名女形に育て上げたのも大きな功績である。
1947年（昭和22年）日本芸術院会員。1951年（昭和26年）に文化勲章を受章した。
さらに1953年（昭和28年）11月10日、東京歌舞伎座において昭和天皇、香淳皇后臨席による天覧歌舞伎で「近江源氏先陣館・盛綱陣屋」の佐々木盛綱を演じ、名実ともに戦後歌舞伎の頂点を成し晩節を飾った。
墓所は青山霊園。

### 当り役
吉右衛門の当り役は極めて多い。以下主要なものを挙げておく。
１：丸本時代物
- 『一谷嫩軍記』「熊谷陣屋」の熊谷直実
- 『菅原伝授手習鑑』「寺子屋」の松王丸と武部源蔵
- 『妹背山婦女庭訓』（妹背山）の大判事清澄、漁師鱶七実ハ金輪五郎
- 『平家女護島』「俊寛」の俊寛
- 『仮名手本忠臣蔵』の大星由良助、桃井若狭之助、加古川本蔵
- 『近江源氏先陣館』「盛綱陣屋」の佐々木盛綱
- 『絵本太功記』「十段目尼ケ崎閑居」（太十）の武智光秀
- 『ひらかな盛衰記』「逆櫓」の樋口次郎
- 『梶原平三誉石切』（石切梶原）の梶原平三
- 『奥州安達原』（袖萩祭文）の桂中納言則国実ハ安倍貞任

２：生世話物
- 『浮世柄比翼稲妻』「鈴ヶ森」の幡随長兵衛
- 『籠釣瓶花街酔醒』「籠釣瓶」の佐野次郎左衛門
- 『天衣紛上野初花』「河内山」の河内山宗俊
- 『極付幡随長兵衛』（湯殿の長兵衛）の幡随長兵衛
- 『隅田川続俤』（法界坊）の法界坊
- 『眠駱駝物語』（らくだ）の紙屑屋
- 『佐倉義民伝』の佐倉宗吾
- 『塩原多助経済鑑』（塩原多助）の久六
- 『松竹梅湯島掛額』「お土砂」の紅長
- 『盲長屋梅加賀鳶』（加賀鳶）の日陰町松蔵
- 『梅雨小袖昔八丈』（髪結新三）の弥太五郎源七

３：丸本世話物・上方狂言
- 『伊賀越道中双六』「沼津」の平作
- 『夏祭浪花鑑』「鳥居前」「泥場」の團七九郎兵衛
- 『恋飛脚大和往来』「封印切」「新口村」の忠兵衛
- 『双蝶々曲輪日記』「引窓」の南与兵衛

４：時代物
- 『時今也桔梗旗揚』（馬盥の光秀）の武智光秀
- 『松浦の太鼓』の松浦鎮信
- 『増補桃山譚』（地震加藤）や『二條城の清正』の加藤清正（自他共に認める「清正役者」で特に得意としていた。但し、吉右衛門は地震加藤が大嫌いだった[2]）

## 人物
趣味は弓道と俳句。弓道は日置流弓道（重藤の位）で、自宅に道場を造るほどであった。高浜虚子の弟子で『ホトトギス』の俳句を嗜んだ。俳号は吉右衛門を使用した。句集『吉右衛門句集』を刊行している。

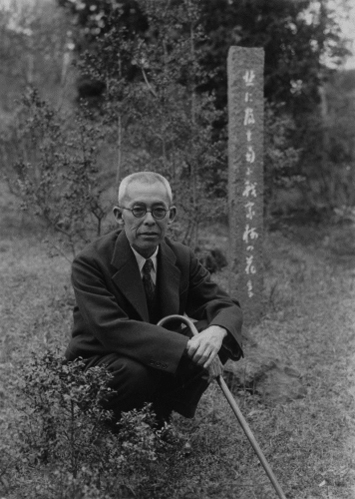
伊豆修善寺の高浜虚子句碑の前で（1950年代前半）

- 新築のガラス障子や秋の雨
- 道かへて櫻の道を歌舞伎座へ
- 歌舞伎座の中日すぎたり初句会
- 温泉の多き土地なり夏芝居
- 楽屋にも昔ながらの菖蒲風呂
- 幕ごとに汗の衣装を干しに出し
- 秋の蚊を追へぬ形の仁木かな
- 女房も同じ氏子や除夜詣[注釈 3]

## 逸話

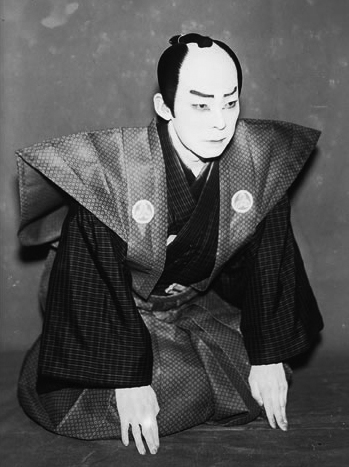
『菅原伝授手習鑑』の
武部源蔵

熱演型でどんな役でも懸命に演じたので舞台では唾がよく飛んだ。また、役に成りきるときは徹底していて、「熊谷陣屋」の熊谷の扮装で待機していたとき知人に話しかけられても「熊谷が返事できるわけがない。」と言って無視し続けた。
母かめは、幼い吉右衛門に「お前は成田屋に教えてもらうんだよ。」と叱責し、それまで父歌六のもとに学んでいた芝居の基礎を捨てて無理やり九代目團十郎の下に学ばせるようにした。
吉右衛門には跡継ぎがいなかった。そこで一人娘の正子は二代目松本純蔵（後の初代松本白鸚）に嫁ぐ際、父に「男の子を二人は産んで、そのうちの一人に吉右衛門の名を継がせます」と約束したところ、果してその通りに男子ふたりを授かった。長男が父方の「幸四郎」をついだ九代目松本幸四郎（現・二代目松本白鸚）、次男が母方の「吉右衛門」を継いだ二代目中村吉右衛門である。
正子ははじめ男の子として育てられたが、初潮が出たとき、吉右衛門は「正子に限ってそんなことがあってたまるか。」と激怒した。
山田風太郎の著書・『人間臨終図巻』によると、吉右衛門は医者好きで、ちょっと風邪をひいただけでも「医者を呼べ」と大騒ぎし、挙句の果てには自身の主治医の家の隣に引っ越したほどであった。そのため、梨園では一時期、ちょっとした風邪等の軽い病気にかかると、「吉右衛門になった」という隠語が使われたといわれる。
2006年（平成18年）9月、初代吉右衛門生誕120年を記念して、孫の二代目中村吉右衛門や九代目松本幸四郎らによって初めて秀山祭が催された。「秀山」は初代吉右衛門の俳名にちなんだもので、第1回は盛況のうちに成功を収め、以後歌舞伎座九月公演の定番となり、二代目吉右衛門没後の2022年9月の秀山祭は、二代目の一周忌追善として開催された。

## 家族
二代目松本白鸚と二代目中村吉右衛門は孫、十代目松本幸四郎と松本紀保と松たか子は曽孫（以上二代目白鸚の子）、八代目市川染五郎と六代目尾上菊之助は玄孫にあたる（菊之助の母は二代目吉右衛門の四女で、その夫は八代目尾上菊五郎）。

## 著作
- 『吉右衛門句集』 中央出版協会、1941年
- 『俳句随筆　吉右衛門句集』 笛発行所、1947年
- 『楽屋帖　中村吉右衛門俳句集』 青園荘、1948年 限定版
- 『吉右衛門自傳』 啓明社、1951年
- 『中村吉右衛門 定本句集』 三宅周太郎編、便利堂、1955年
- 『吉右衛門日記』 波野千代編、演劇出版社、1956年
- 『吉右衛門句集』 本阿弥書店、2007年
- 『肉声できく昭和の証言　芸術家芸能人編 中村吉右衛門 (NHKカセットブック)』（1991年7月1日、NHKサービスセンター）A面に収録